# ジャン＝アンリ・ダングルベール

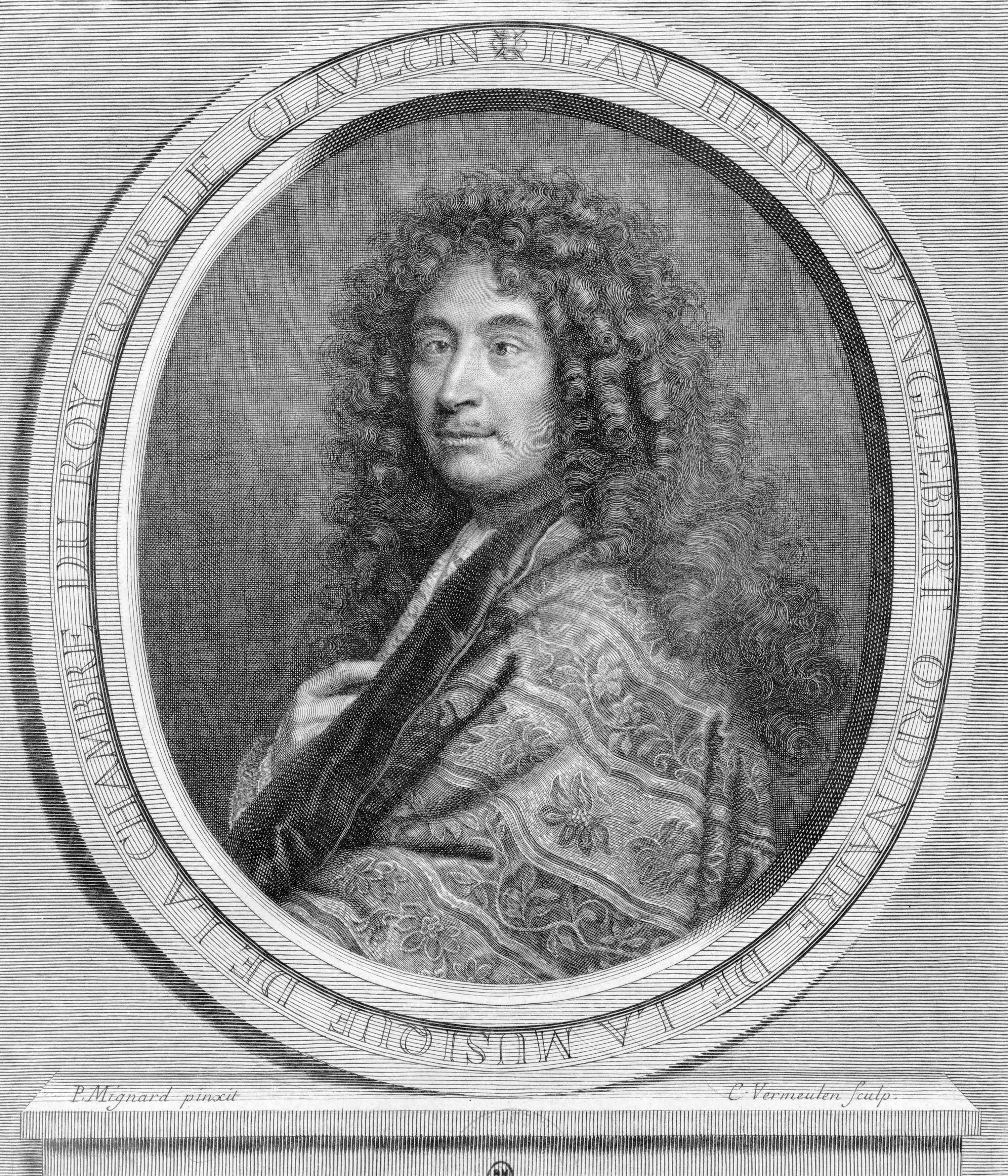
ダングルベール

ジャン＝アンリ・ダングルベール（Jean-Henri d'Anglebert, 1629年4月1日 - 1691年4月23日）はフランス盛期バロック音楽の作曲家・宮廷クラヴサン奏者。

## 経歴
バル＝ル＝デュックの裕福な商人の家庭に生まれる。音楽的な家庭環境にあり、義兄フランソワ・ロベルデはオルガニストであった。
ジャック・シャンピオン・ド・シャンボニエールに師事。シャンボニエールが寵を失ったことから、1663年ないしは1664年にその後任として、王室音楽教師および宮廷クラヴサン奏者に任命される。この地位は世襲のものだったため、ダングルベールの没後はその息子に受け継がれた。

## 作品
唯一の出版作品『クラヴサン曲集 Pièces de clavecin』は1689年に出版されている。この曲集は4つの組曲からなり、プレリュードや各種の舞曲の他、恩師への追悼曲《シャンボニエール氏のトンボー Le tombeau de M. de Chambonnières》や、ジャン＝バティスト・リュリの作品のクラヴサン用の編曲も含まれている。
この曲集のほかに、少年時代に作曲した主題に基づくオルガンのための5曲のフーガも存在する。